# Unité urbaine de Mâcon
L'unité urbaine de Mâcon est une unité urbaine française interdépartementale et interrégionale, centrée sur Mâcon, préfecture de Saône-et-Loire, au cœur de la deuxième unité urbaine de son département, dans la région Bourgogne-Franche-Comté et en limite de la région Auvergne-Rhône-Alpes.

## Données globales
En 2010, selon l'Insee, l'unité urbaine était composée de huit communes (sept en Saône-et-Loire et une dans l'Ain).
En 2020, à la suite d'un nouveau zonage, elle est composée de seize communes, les sept communes de l'unité urbaine de la Chapelle-de-Guinchay - Crêches-sur-Saône (cinq communes en Saône-et-Loire et deux dans le Rhône) ainsi que la commune de Chaintré (Saône-et-Loire) ayant été ajoutées au périmètre.
Treize des communes de l'unité urbaine sont situées dans l'arrondissement de Mâcon (Saône-et-Loire), deux dans l'arrondissement de Villefranche-sur-Saône (Rhône) et une dans l'arrondissement de Bourg-en-Bresse (Ain).
En 2022, avec ses 58 954 habitants en Saône-et-Loire, elle représente la 2e unité urbaine de ce département, après celle de Chalon-sur-Saône (1e rang départemental) et avant celle de Montceau-les-Mines (3e rang départemental) et occupe le 6e rang dans la région Bourgogne-Franche-Comté, après l'unité urbaine de Belfort (5e rang régional) et avant l'unité urbaine de Nevers (7e rang régional).
En 2022, sa densité de population s'élève à 504 hab/km2. Ses 13 communes en Saône-et-Loire représente 1,25 % de la superficie (106,93 km²) de ce département, mais leurs populations en représentent 10,74 %.
Le tableau suivant détaille la répartition de l'unité urbaine sur les départements de la Saône-et-Loire, l'Ain et le Rhône en 2022 (les pourcentages sont relatifs à chacun des départements) :
| Département    | Communes | Communes (%) | Superficie (km²) | Superficie (%) | Population (2022) | Population (%) |
| -------------- | -------- | ------------ | ---------------- | -------------- | ----------------- | -------------- |
| Saône-et-Loire | 13       | 2,3          | 106,93           | 1,25           | 58 954            | 10,74          |
| Ain            | 1        | 0,26         | 0,53             | 0,01           | 1 735             | 0,26           |
| Rhône          | 2        | 0,75         | 15,74            | 0,48           | 1 417             | 0,07           |

## Composition 2020 de l'unité urbaine
Elle est composée des seize communes suivantes :
| Nom                         | Code Insee | Département    | Statut       | Superficie (km2) | Population (dernière pop. légale) | Densité (hab./km2) | Modifier                                    |
| --------------------------- | ---------- | -------------- | ------------ | ---------------- | --------------------------------- | ------------------ | ------------------------------------------- |
| Mâcon (ville-centre)        | 71270      | Saône-et-Loire | ville-centre | 27,04            | 34 759 (2022)                     | 1 285              | modifier les données · modifier les données |
| Chaintré                    | 71074      | Saône-et-Loire | banlieue     | 3,31             | 564 (2022)                        | 170                | modifier les données · modifier les données |
| Chânes                      | 71084      | Saône-et-Loire | banlieue     | 2,24             | 529 (2022)                        | 236                | modifier les données · modifier les données |
| La Chapelle-de-Guinchay     | 71090      | Saône-et-Loire | banlieue     | 12,44            | 4 038 (2022)                      | 325                | modifier les données · modifier les données |
| Charnay-lès-Mâcon           | 71105      | Saône-et-Loire | banlieue     | 12,56            | 8 154 (2022)                      | 649                | modifier les données · modifier les données |
| Chénas                      | 69053      | Rhône          | banlieue     | 8,18             | 534 (2022)                        | 65                 | modifier les données · modifier les données |
| Chevagny-les-Chevrières     | 71126      | Saône-et-Loire | banlieue     | 3,80             | 604 (2022)                        | 159                | modifier les données · modifier les données |
| Crêches-sur-Saône           | 71150      | Saône-et-Loire | banlieue     | 9,33             | 3 179 (2022)                      | 341                | modifier les données · modifier les données |
| Hurigny                     | 71235      | Saône-et-Loire | banlieue     | 9,20             | 1 908 (2022)                      | 207                | modifier les données · modifier les données |
| Juliénas                    | 69103      | Rhône          | banlieue     | 7,56             | 883 (2022)                        | 117                | modifier les données · modifier les données |
| Saint-Amour-Bellevue        | 71385      | Saône-et-Loire | banlieue     | 5,09             | 590 (2022)                        | 116                | modifier les données · modifier les données |
| Saint-Laurent-sur-Saône     | 01370      | Ain            | banlieue     | 0,53             | 1 735 (2022)                      | 3 274              | modifier les données · modifier les données |
| Saint-Symphorien-d'Ancelles | 71481      | Saône-et-Loire | banlieue     | 6,13             | 1 128 (2022)                      | 184                | modifier les données · modifier les données |
| Sancé                       | 71497      | Saône-et-Loire | banlieue     | 6,56             | 2 158 (2022)                      | 329                | modifier les données · modifier les données |
| Varennes-lès-Mâcon          | 71556      | Saône-et-Loire | banlieue     | 4,75             | 581 (2022)                        | 122                | modifier les données · modifier les données |
| Vinzelles                   | 71583      | Saône-et-Loire | banlieue     | 4,43             | 762 (2022)                        | 172                | modifier les données · modifier les données |

## Évolution démographique
| 1968   | 1975   | 1982   | 1990   | 1999   | 2006   | 2011   | 2016   | 2022   |
| ------ | ------ | ------ | ------ | ------ | ------ | ------ | ------ | ------ |
| 50 516 | 56 772 | 57 572 | 57 811 | 56 673 | 57 987 | 58 873 | 59 690 | 62 106 |

#### Données générales
- Unité urbaine en France
- Aire d'attraction d'une ville
- Liste des unités urbaines de France

#### Données démographiques en rapport avec l'unité urbaine de Mâcon
- Aire d'attraction de Mâcon
- Arrondissement de Mâcon, de Bourg-en-Bresse et de Villefranche-sur-Saône

#### Données démographiques en rapport avec la Saône-et-Loire, l'Ain et le Rhône
- Démographie de la Saône-et-Loire, de l'Ain et du Rhône